# Lonchocarpus capensis
Lonchocarpus capensis är en ärtväxtart som beskrevs av Marcus Eugene Jones. Lonchocarpus capensis ingår i släktet Lonchocarpus och familjen ärtväxter. Inga underarter finns listade i Catalogue of Life.